# Alexandra Grein
Alexandra Grein (* 17. Oktober 1965) ist eine ehemalige deutsche Fußballspielerin.

## Karriere
Grein wurde gemeinsam mit Elke Sauter als Neuzugang des SC Klinge Seckach zur Saison 1990/91, der Premierensaison der Frauen-Bundesliga, verpflichtet. Als Abwehrspielerin wurde sie bereits zum Saisonauftakt am 2. September 1990 beim 2:2-Unentschieden im Auswärtsspiel gegen den VfL Sindelfingen eingesetzt. Während ihrer Vereinszugehörigkeit, in der sie in der Gruppe Süd der seinerzeit zweigleisigen Bundesliga Punktspiele bestritt, kam sie auch im Finale um den Vereinspokal, das am 25. Mai 1996 im Olympiastadion Berlin mit 1:2 gegen den FSV Frankfurt vor 40.000 Zuschauern – als Vorspiel zum Männerfinale – verloren ging, zum Einsatz. 

## Erfolge
- DFB-Pokal-Finalist 1996

## Sonstiges
Grein ist seit 2006 für den Badischen Fußballverband tätig. In der Geschäftsstelle – in der Sportschule Schöneck integriert – ist sie als Abteilungsleiterin für Schulfußball / Freizeit- und Breitensport verantwortlich.